# Tomás Frías (provins)

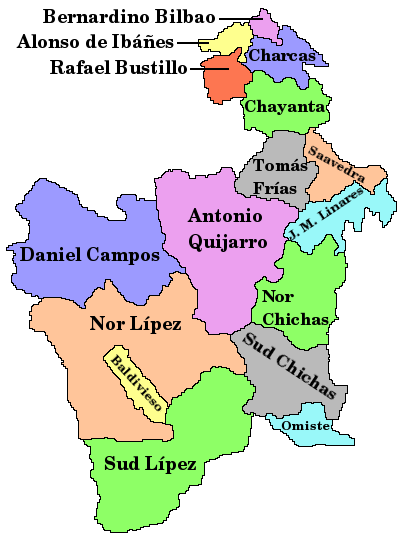
Provinser i Potosí

Tomás Frías är en provins i departementet Potosí i Bolivia. Den administrativa huvudorten är Potosí.